# Oued Ellil
Oued Ellil (arabisch وادي الليل, DMG Wādī l-Lail) ist eine Stadt in den westlichen Vororten von Tunis. Administrativ dem Gouvernement Manouba zugeordnet, bildet sie eine Gemeinde mit 57.851 Einwohnern im Jahr 2014. 
Es besteht aus beliebten Wohnsiedlungen, die vor allem ab den 1970er Jahren dem „spontanen Wohnen“ für Binnenmigranten gewichen sind. Der Name leitet sich von der Tatsache ab, dass Wegelagerer früher nachts operierten, indem sie sich im Wadi am Eingang des Dorfes versteckten (wādī bedeutet „Wasserlauf“ in Bezug auf den Ort und Lail bedeutet „Nacht“).
Früher war es eine reiche landwirtschaftliche Fläche, die Teil der Ebene von La Manouba war.

## Gliederung
Die Gemeinde Oued Ellil ist in folgende Sektoren gegliedert:
- Cité El Ouerd (حي الورد)
- El Kobbâa (القباعة)
- Ennajet (النجاة)
- Oued Ellil (وادي الليل)
- Sanhaja (صنهاجة)